# 스포츠 LIVE
《스포츠 LIVE》는 대한민국 MBN에서 금요일 오전 11시 20분에 방송되는 MBN의 금요일 낮 스포츠뉴스 프로그램이다.

## 앵커
- 한혜원 아나운서 (여)